# رود بطمان
رودخانه بطمان، یکی از شاخه‌های اصلی رود دجله واقع در ترکیه است که در جنوب شرقی ترکیه و در نزدیکی سرچشمه دجله به این رود می‌ریزد. این رود از کوه‌های ادغلار جاری می‌شود. یکی دیگر از سرچشمه‌های این رود، از کوه رامان در جنوب شهر بطمان است که از شمال غربی شهر به سمت رودخانه در بطمان در جریان است. این رود، از شمال به سمت جنوب در جریان است و از نزدیکی شهر باتمان (به عربی: بطمان) عبور می‌کند. این رود مرزی طبیعی بین استان باتمان و استان دیاربکر تشکیل داده است. بر روی این رودخانه، پلی تاریخی به نام ملابادی در نزدیکی شهر سیلوان ساخته شده است. قدمت این پل، مربوط به قرن دوازدهم میلادی (۱۱۴۹) می‌باشد. شهرت این منطقه، به جهت میدان‌ها نفتی واقع شده در نزدیکی این رودخانه است. سد بطمان (به ترکی: Batman Baraji, B. de Batman on the map) نیز بر روی این رودخانه، به سال ۱۹۹۹ میلادی ساخته‌شده است. از این سد به عنوان یک نیروگاه برق آبی استفاده می‌شود.
این رودخانه با عرضی نزدیک به ۱۰۰ متر، پس از ورود به سد، تبدیل به یک رودخانه با عرض حدوداً ۵۰ متر می‌شود. این رود تا ادغام شدن در دجله، به مسیرهای بیشماری تبدیل می‌شود و بستر آن در اکثر نقاط، نامنظم است. همین امر سبب می‌شود تا این رود، سالیانه باعث وقوع سیلاب‌های بسیاری گردد. در بین ماه‌های مارس و مه و گاهی در اکتبر و نوامبر، رودخانه بطمان باعث سیلاب‌های عمده می‌شود. بر اساس یک گزارش، سیلاب‌های این رودخانه در ساله‌های مختلف باعث آسیب‌های فراوانی شده است از جمله، سیلاب سال ۱۹۶۹ باعث آسیب به ۶۰ ساختمان، سیلاب سال ۱۹۷۲، باعث آسیب دیدن ۲۱۰ ساختمان، سیلاب ۱۹۹۱ باعث آبگرفتگی ۵۰۰ ساختمان و سیلاب ۱۹۹۵ باعث آبگرفتگی کامل ۱۰۰۰ ساحتمان و آسیب جدی به ۴۵۰ ساختمان دیگر گردید. در سال ۲۰۰۶ نیز ۱۱ نفر کشته و ۲۰ نفر زخمی، تلفات انسانی سیلابی بود که از رودخانه بطمان جاری گردید.

## تاریخچه
در عصر باستان، این رودخانه به کلات معروف بود. این نام به زبان سریانی به معنای عروس بکار برده می‌شد و احتمالاً به جهت آبادانی منطقه توسط این رود، چنین نامی بر آن گزارده شده بود. در دوران ساسانی، این رود یک مرز طبیعی بین امپراتوری بیزاس و ایران ساسانی محسوب می‌شد و در سال ۵۸۳ و ۵۹۱ میلادی، نبردهای بزرگی در کنار این رود به جریان افتاده است. نام بطمان برای این رود، در قرن نوزدهم میلادی و در ادبیات بین‌المللی صورت گرفته است. تا پیش از آن در قرن نوزدهم، به نام نیمفیوس (Nymphius) شناخته می‌شد. منشأ نام بطمان هنوز به‌طور واضح مشخص نیست و به عقیده برخی، احتمالاً از نام کوه باتی رامان واقع در نزدیکی این رود اقتباس شده باشد.